# Rinconada de los Ángeles
Rinconada de los Ángeles är en ort i Mexiko.   Den ligger i kommunen Mineral de la Reforma och delstaten Hidalgo, i den sydöstra delen av landet, 80 km nordost om huvudstaden Mexico City. Rinconada de los Ángeles ligger 2 364 meter över havet och antalet invånare är 2 738.
Terrängen runt Rinconada de los Ángeles är kuperad österut, men västerut är den platt. Runt Rinconada de los Ángeles är det ganska tätbefolkat, med 83 invånare per kvadratkilometer. Närmaste större samhälle är Pachuca de Soto, 10,3 km norr om Rinconada de los Ángeles. Trakten runt Rinconada de los Ángeles består till största delen av jordbruksmark.